# 6 фильмов, которые не дадут вам уснуть
«6 фильмов, которые не дадут вам уснуть» (исп. Películas para no dormir) — испанский ремейк американского проекта фильмов ужасов. Испанская версия включает в себя 6 отдельных историй, снятых в жанре фильма ужасов, триллера и мистики с элементами драмы. Съёмки проходили с 2005 по 2006 год. Сериал транслировался по каналу Telecinco с 12 января 2007 года в объеме двух эпизодов и был выпущен на DVD 13 декабря того же года. Следует заметить, что в DVD-версии не хватало как раз тех 2 эпизодов, снятых Алексом де ла Иглесией и Жауме Балагеро. В 2009 году сериал повторно транслировался в полном объёме по каналу Factoría de Ficción (сеть, принадлежащая Telecinco на DVB-T). Как и оригинальная версия, проект стал весьма популярным в Испании.

## Список эпизодов
| Русское Название   | Оригинальное Название  | Время | Жанр                    | Режиссёр                 | Сценарист                                   | Актёры |
| Новогодняя история | Cuento de navidad      | 2005  | ужасы, триллер          | Пако Пласа               | Луисо Бердейо                               | Мару Вальдивьельсо, Кристиан Касас, Рохер Бабиа, Пау Поч, Даниэль Касадельяс, Ивана Бакеро, Эльса Патаки, Хосе Ториха, Хосе Мария Санс 'Loquillo', Saurí, Начо Молине, Антонио Дуке                                                                              |
| Адский дом         | Para entrar a vivir    | 2006  | ужасы, триллер          | Жауме Балагеро           | Жауме Балагеро, Альберто Марини             | Макарена Гомес, Нурия Гонсалес, Адрия Кольядо, Рут Диас, Роберто Ромеро, Давид Сандана |
| Детская комната    | La habitación del niño | 2006  | ужасы, триллер, Мистика | Алекс де ла Иглесиа      | Хорхе Геррикаэчеваррия, Алекс де ла Иглесиа | Хавьер Гутьеррес, Леонор Уотлинг, Санчо Грасиа, Мария Аскерино, Антонио Дечент, Тереле Павес, Рамон Бареа, Эулалия Рамон, Асунсьон Балагер, Мануэль Тельяфе, Сесарио Эстебанес, Грасия Олайо, Энрике Мартинес, Пенелопа Веласко, Антонио де ла Торре             |
| Реальный друг      | Adivina quién soy      | 2006  | ужасы, Мистика          | Энрике Урбису            | Хорхе Аренильяс, Энрике Урбису              | Гойя Толедо, Нерея Инчаусти, Хосе Мария Поу, Аитор Масо, Эдуард Фарело, Марк Ульод, Ролькис Буэно, Андрес Мари, Сандра Агилера, Лоло Эрреро, Даниэль Тристани, Мария Бланко-Фафиан, Роса Пасто, Федерико Унтерман, Флора Мария Альваро                           |
| Вина               | La culpa               | 2006  | драма, ужасы, Мистика   | Нарсисо Ибаньес Серрадор | Нарсисо Ибаньес Серрадор, Луис Мурильо      | Нив де Медина, Монтсе Мостаса, Алехандра Лоренсо, Мариана Кордеро, Асунсьон Диас, Лурдес Бартоломе, Росио Кальво, Елена де Фрутос, Палома Руис де Альда, Соня Хивага, Патрисия Гарсия Мендес, Марта Ньето, Африка Лука де Тена, Мария Мартинес, Хосе Мария Руэда |
| Призрак            | Regreso a Moira        | 2006  | драма, ужасы, Мистика   | Матео Хиль               | Матео Хиль, Игорь Лагарета                  | Хуан Хосе Бальеста, Наталия Мильян, Жорди Даудер, Виктория Мора, Давид Арнаис, Адриан Марин, Хосе Анхель Эхидо, Мигель Рельян, Майте Каденьо, Хосерра Кадиньянос, Вальтер Прието, Элиса Медина, Элена Кастаньеда, Эльса Бодем                                    |
| ------------------ | ---------------------- | ----- | ----------------------- | ------------------------ | ------------------------------------------- | --- |